# جوردان بوتاكا
جوردان رولي بوتاكا (مواليد 24 يونيو 1993 في كينشاسا) هو لاعب كرة قدم كونغولي محترف يلعب حالياً كجناح لصالح نادي تشارلتون أتلتيك الإنجليزي في الدوري الإنجليزي الدرجة الأولى معاراً من نادي دوري البطولة الإنجليزية ليدز يونايتد ويمثل أيضًأ جمهورية الكونغو الديمقراطية على المستوى الدولي.

## مسيرته الكروية
لعب جوردان بوتاكا خلال مسيرته الاحترافية مع 6 أندية في عشرة مواسم وسجل خلالها 29 هدفًا ضمن 215 مباراة. ولم يفز بأي موسم بالكأس أو بالدوري.
خاض جوردان بوتاكا مسيرته مع نادي بيلينينسش في موسم 2012–13 لمدة موسم واحد، لم يشارك في أي مباراة ولم يسجل أي هدف. ثم انتقل إلى نادي إكسلسيور في موسم 2013–14 واستمر معه طيلة ثلاثة مواسم، حيث شارك في 73 مباراة سجل خلالها 11 هدفًا. لينتقل بعدها إلى نادي ليدز يونايتد في موسم 2015–16 لمدة موسم واحد، مشاركًا في 13 مباراة ولم يسجل أي هدف. ثم انتقل إلى نادي تشارلتون أثلتيك في موسم 2016–17 لمدة موسم واحد، مشاركًا في 26 مباراة سجل خلالها هدفين. هذا وانتقل لاحقًا إلى نادي سينت ترويدن في موسم 2017–18 واستمر معه طيلة ثلاثة مواسم، مشاركًا في 103 مباراة سجل خلالها 16 هدفًا.

## روابط خارجية
- جوردان بوتاكا على موقع قاعدة بيانات كرة القدم.إي يو (الإنجليزية)
- جوردان بوتاكا على موقع ناشيونال فوتبول تيمز (الإنجليزية)
- جوردان بوتاكا على موقع Soccerway.com (الإنجليزية)